# Аугшдаугавский край
Аугшдаугавский край (латыш. Augšdaugavas novads) — административно-территориальная единица в Латвии, в регионе Латгалия. Край состоит из 25 волостей и городов Илуксте и Субате. Центром края является Даугавпилс, который в состав края не входит. Граничит с Екабпилсским, Ливанским, Прейльским, Краславским краями, с Паневежским и Утенским уездами Литвы и с Витебской областью Республики Беларусь.
Край был образован 1 июля 2021 года в ходе административно-территориальной реформы Латвии 2021 года, в результате объединения Даугавпилсского и Илукстского краёв. 

## Территориальное деление
- Амбельская волость (латыш. Ambeļu pagasts)
- Бебренская волость (латыш. Bebrenes pagasts)
- Бикерниекская волость (латыш. Biķernieku pagasts)
- Вабольская волость (латыш. Vaboles pagasts)
- Вецсалиенская волость (латыш. Vecsalienas pagasts)
- Вишкская волость (латыш. Višķu pagasts)
- Двиетская волость (латыш. Dvietes pagasts)
- Деменская волость (латыш. Demenes pagasts)
- Дубнинская волость (латыш. Dubnas pagasts)
- город Илуксте (латыш. Ilūkstes pilsēta)
- Калкунская волость (латыш. Kalkūnes pagasts)
- Калупская волость (латыш. Kalupes pagasts)
- Лауцесская волость (латыш. Laucesas pagasts)
- Ликсненская волость (латыш. Līksnas pagasts)
- Малиновская волость (латыш. Maļinovas pagasts)
- Медумская волость (латыш. Medumu pagasts)
- Науенская волость (латыш. Naujenes pagasts)
- Ницгальская волость (латыш. Nīcgales pagasts)
- Пилскалнская волость (латыш. Pilskalnes pagasts)
- Продская волость (латыш. Prodes pagasts)
- Салиенская волость (латыш. Salienas pagasts)
- Свентская волость (латыш. Sventes pagasts)
- Скрудалиенская волость (латыш. Skrudalienas pagasts)
- город Субате (латыш. Subates pilsēta)
- Таборская волость (латыш. Tabores pagasts)
- Шедерская волость (латыш. Šēderes pagasts)
- Эглайнская волость (латыш. Eglaines pagasts)